# Deluxe Ski Jump
Deluxe Ski Jump je série počítačových her zaměřených na skoky na lyžích. Hru vydává finská společnost Mediamond.

## Historie
První verze hry byla vydána již v roce 1999 finským vývojářem jménem Jussi Koskela. Deluxe Ski Jump je považován za jeden z nejlepších simulátorů skoků na lyžích díky věrnému zobrazení fyziky letu, jednoduchosti ovládání a nízkým hardwarovým nárokům, umožňujícím běh i na slabších počítačích. V roce 2006 redaktoři "CD-Action" zařadili Deluxe Ski Jump na 53. místo v žebříčku nejlepších her desetiletí. Jeho druhá verze přinesla některá drobná vylepšení, včetně 16 nových můstků. Ve třetí verzi, vydané na konci října 2004, byla grafika (již plně trojrozměrná) vylepšena, což mělo za následek vyšší hardwarové nároky. Od roku 2006 se dá hrát také v online režimu a soutěžit s ostatními. Hráči si vytvořili vlastní databázi s výsledky online turnajů. V roce 2012 se hráči dočkali titulu Deluxe Ski Jump 4, který chování skokana při odraze, letu a dopadu znovu posunul o úroveň výše. V této verzi se autor zaměřil také na samotné skokanské můstky a ty vytvořil velmi precizně na základě těch opravdových ze světového poháru a dalších soutěží ve skoku na lyžích. Můstků bylo do hry vytvořeno autorem celkem 24 (část z nich až v pozdějších aktualizacích). Hráči pak dlouhé roky volali po vytvoření dalších můstků, ale dočkali se až v roce 2020, kdy byla do hry přidána možnost vytvořit si vlastní můstek, tzv. "third-party hill" aneb "můstek vytvořený třetí stranou/fanoušky". Hráči okamžitě začali vytvářet spoustu můstků, a to jak věrné kopie můstků z reálného světa, tak i můstky z minulosti, nebo fiktivní. Vznikla databáze Archivováno 25. 6. 2020 na Wayback Machine. těchto můstků. Ve stejném roce (2020) vyšla znovu hra Deluxe Ski Jump 2 - tentokrát ale pro telefony s operačním systémem Android. O dva roky později se dočkali také majitelé mobilů se systémem iOS. 

## Popis hry
V Deluxe Ski Jump hráč ovládá skokana na lyžích. Pravidla skoku v celé sérii jsou totožná - ovládání se provádí pouze myší. Hra nabízí několik variant soutěží jako například světový pohár, soutěž družstev či trénink. Máte možnost si nastavit téměř libovolný úhel pohledu a pro kvalitní, dlouhé skoky je důležité také nastavení citlivosti myši. Pro skočení rekordní vzdálenosti je potřeba předvést skok s chirurgickou přesností, a to v momentě, kdy jsou ideální povětrnostní podmínky pro skok.   

## Rekordy můstků
Velice prestižní záležitostí jsou světové a národní rekordy jednotlivých můstků, obzvlášť pak těch "originálních", tedy základních můstků, které jsou ve hře nejdéle. V době psaní tohoto článku (rok 2023) již drtivá většina hráčů preferuje nejnovější titul Deluxe Ski Jump 4, nicméně stále je možné zapisovat své rekordy i do starších verzí 2 a 3. Současné světové rekordy můstků lze prohlédnout na webu výrobce zde. Deluxe Ski Jump je extrémně populární hra v Polsku a tak není divu, že většina nejlepších skoků patří právě hráčům z této země. V Česku má hra také své fanoušky a velice úspěšné hráče, kteří patří do širší světové špičky.
Kromě rekordů jednotlivých můstků se jako měřítko úspěchu používá i tzv. "Celková délka" (Total Length). Jedná se o součet délky rekordů hráče ze všech originálních můstků (v Deluxe Ski Jump 4 se jedná o 24 můstků). Žebříček nejlepších hráčů podle této statistiky lze najít opět na webu výrobce.

## Online turnaje
Servery pro online hraní běží 24 hodin denně, 7 dní v týdnu. Hráči tak mohou kdykoliv měřit síly s ostatními hráči z celého světa. Prakticky každý den se také koná některý z turnajů, na kterých se setkává nejvíce hráčů. Rozpis turnajů lze prozkoumat na oficiálním webu výrobce. Výsledky turnajů lze nahrávat a prohlížet zde. Online hraní pak má i svou vlastní tabulku rekordů a součtu celkové délky.